# Dariusz biechowski
Dariusz Biechowski 
Ur 18.02.1983 , Władca Wiatru